# Arthur Bazin
Pour les articles homonymes, voir Bazin.
Charles Arthur Bazin, né à Compiègne (Oise) le 21 février 1849, mort à Colombes (Hauts-de-Seine) le 25 août 1913, est un écrivain français du XIXe siècle, qui a produit de nombreux ouvrages sur l’histoire de Compiègne.

## Biographie
Son père Charles Antoine Remy Bazin, (1816-1866) était receveur des Hospices et du bureau de Bienfaisance de la ville de Compiègne. Il avait épousé Eugénie Loire (1827-1900), originaire de Chevrières (Oise). Ils demeuraient 2, rue Mounier (actuelle rue du Dahomey) et Arthur fut baptisé dans l’église Saint-Jacques, toute voisine. 

Il fit ses classes primaires au pensionnat Saint-Jacques, sous la houlette de Mr Henri Billard.
En octobre 1849, il entrait au collège de Compiègne, dont le principal était Monsieur Louis Emile Victor Paradis (1802-1867). En quatrième, il obtient sept prix et plusieurs accessits.
En rhétorique, il composait des pièces de vers français, et rédigeait d’amusantes analyses littéraires qui faisaient la joie de son professeur. 

La mort inattendue de son père, le 1er décembre 1866, lui fit interrompre ses études. Avant de mourir, Monsieur Bazin père, qui était lié de vieille amitié avec Eugène Floquet, ancien notaire et présentement maire de Compiègne, lui demanda de prendre ses deux fils sous sa protection et de le remplacer auprès d’eux. Il promit et tint aussitôt sa promesse.

### Le service de l’Intendance militaire
À la conscription de 1869, il fut tiré au sort, mais se fit aussitôt remplacer par un homme qu’il avait acheté pour faire le service à sa place. Mais, le 15 août 1870, il était incorporé comme engagé volontaire, et il fut affecté au service de l’Intendance successivement à Vincennes puis à Dijon. Au début de 1871, il était en garnison à Alençon, sous les ordres du comte de Saint-Exupéry, sous-intendant de réserve, qui donna l’ordre d’évacuation pour se replier sur Flers (Orne). Il a été finalement licencié des troupes d’intendance le 19 mars 1871 et revint à Compiègne.

### Le percepteur de Carlepont
Au cours de ces campagnes, il avait surtout appris la comptabilité, activité importante des intendants. Eugène Floquet, lui fit faire des stages dans les services municipaux de Compiègne et il eut bientôt les compétences nécessaires pour acquérir un office de percepteur. Sa première place fut à Carlepont (Oise). Au cours de ses activités, il fit la connaissance de maître Flahaux, notaire à Blérancourt (Aisne). Celui-ci le présenta à un ancien percepteur retraité, Armand Thibouville, qui avait deux filles à marier. 
 
Le contrat fut bientôt prêt et Arthur Bazin épousa Armande Camille Alphonsine Thibouville, le 14 avril 1880 à Trosly-Loire (Aisne). 

Une petite fille est née le 12 janvier 1883 à Carlepont, qu’ils prénommèrent Armande, comme sa mère. 

En 1884, Arthur Bazin fut nommé percepteur à Guiscard (Oise).

### L’héritage
Armande Thibouville était la petite-nièce et la filleule de Louis Auguste Armand Baudouin (1811-1887), riche notaire de Nouvion-et-Catillon (Aisne) qui avait su habilement profiter de l’essor des sucreries. Son parrain était veuf et sans héritiers, et par testament il léguait à sa filleule, la moitié de tous ses biens. 

Le 14 août 1887, jour du décès de son grand-oncle, pour Armande, c’était un trésor qui lui tombait du ciel. Aussitôt, elle fit l’acquisition d’une maison cossue 11 rue Hurtebise à Compiègne (Oise) et d’un immeuble de rapport sur la place du Palais, 24 rue d’Ulm. Elle se mit à vivre une vie bourgeoise dans la bonne société compiégnoise de la belle époque.

### L’histoire de Compiègne
Le beau-père d’Arthur Bazin, Armand Thibouville lui avait donné le goût de l’histoire et en particulier de la période du premier Empire qui le passionnait. Le gendre se mit à fréquenter la bibliothèque et les archives de la Ville, et commença d’entasser des notes dans son bureau de la rue Hurtebise, enfumé par sa pipe. 

Il s’inscrivit à la Société Historique de Compiègne, dès 1891. Ami d’Alexandre Sorel, président de la Société, il eut accès, après le décès de celui-ci (28 août 1901), à ses notes sur l’histoire des maisons anciennes de Compiègne, dont il allait faire la publication en les complétant par ses recherches personnelles. 

Il écrivit dans son bureau 23 livres d’histoire, allant de Jeanne d’Arc à la période actuelle : quelques biographies : Marc-Antoine Hersan, les Abbesses de Royallieu, Oudart de Sabinet, Pierre-Lucien Pannelier, Jacques Delaporte, des monographies sur les corporations de Compiègne : boulangers, pâtissiers, bouchers, poissonniers, taverniers, bonnetiers, des chroniques de la vie municipale de Compiègne sous les règnes de Louis XI, Charles VIII, Louis XII, François Ier et des études sur les maisons anciennes de Compiègne. Beaucoup de ses livres parurent d’abord dans le Bulletin de la Société Historique de Compiègne. Comme dans la plupart des écrits historiques de son temps, Arthur Bazin ne cite pas toujours ses sources et reproduit quelquefois des erreurs qui avaient cours parmi ses confrères. Pour deux ouvrages, il écrivit en collaboration avec d’autres membres de la Société Historique de Compiègne : Eugène Mauprivez et Fernand Meuraine. Il écrivait de temps en temps des petits articles dans « La Dépêche de l’Oise », sous le pseudonyme de O. de Rieux. 

Sa production lui valut la distinction d’officier d’Académie en avril 1901. 

Ses derniers écrits datent de 1907.

### Le départ pour Paris
Sa fille Armande épousait le 19 décembre 1905 à Compiègne, le docteur Georges Raisonnier, et partit habiter Paris avec son mari. Ils eurent bientôt deux garçons. Arthur Bazin pour rester en contact avec ses enfants vint s’installer en 1907 auprès d’eux au 125 rue Lamarck à Paris (18e). 

Lorsque son gendre fit l’acquisition d’un pavillon avec jardin à Colombes (1910), il déménagea encore pour s’installer enfin au 28 rue Humblot (aujourd’hui rue des Vallées) à Colombes. 

Comme son père, Arthur Bazin était diabétique et la maladie le rendit aveugle. Il est mort le 25 août 1913 à Colombes (Hauts-de-Seine) à l’âge de 64 ans. 

Il fut inhumé à Compiègne dans le caveau de famille.

## Sources
- Alain Raisonnier, « Arthur Bazin, (1849-1913) historien de Compiègne », Annales historiques compiégnoises, nos 97-98,‎ 2005, p. 4-12 (lire en ligne),  (ISSN 0753-0633)